# Tim Marshall

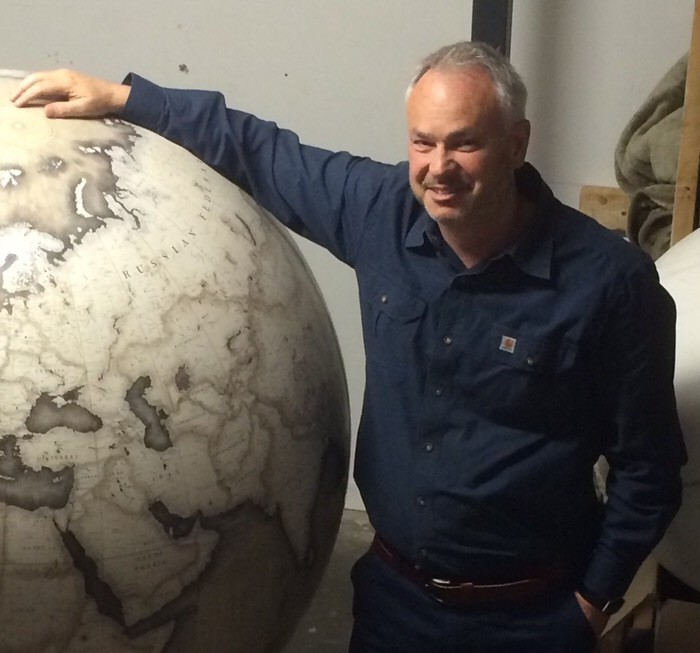
Tim Marshall (um 2015)

Tim Marshall (* 1. Mai 1959 in Leeds, England, Vereinigtes Königreich) ist ein britischer Journalist und Buchautor. Als Experte für Außenpolitik arbeitete er unter anderem für Sky News und die BBC. Darüber hinaus war er für diverse Zeitungen tätig.
Marshalls bislang größter Erfolg als Buchautor ist das Sachbuch Die Macht der Geographie, dessen deutschsprachige Ausgabe 2015 bei dtv erschien.

## Leben
Marshall arbeitete für BBC als Auslandskorrespondent. Im Rahmen dieser Tätigkeit bereiste er 30 Länder und berichtete von dort über politische Themen. Zu diesen Ländern gehörten unter anderem die Krisengebiete Israel, das Kosovo, Syrien und Afghanistan.
Tim Marshall betreibt den Blog Foreign Matters, in dem er über außenpolitische Themen berichtet. Der Blog wurde für den Orwell Prize 2016 nominiert.
Marshall schrieb für die Zeitungen The Times, The Sunday Times, The Guardian, Independent und Daily Telegraph.
2023 war er Gesprächspartner der arte-Sendung Wiederholt sich Geschichte? (Regie: Adrian Dittrich).

## Die Macht der Geographie
Sein Buch Die Macht der Geographie (Originaltitel: Prisoners of Geography) von 2015 war sein bisher größter Erfolg. Inhaltlich geht es darum, welchen Einfluss geopolitische Gegebenheiten auf die Weltpolitik haben. Da sich kein Staatschef und keine Regierung geographischen Gegebenheiten wie Gebirgen, Ebenen, Flüssen, Meeren oder Wüsten entziehen kann, sollten sie diese, laut Marshall, in ihre Entscheidungen einbeziehen.
Neben der englischen Originalausgabe erschienen Ausgaben in Deutschland, USA, Taiwan, Japan und in der Türkei. In Großbritannien errang das Buch Platz 1 der Sunday Times-Bestsellerliste, in Deutschland unter dem Titel Die Macht der Geographie Platz 7 der Spiegel-Bestsellerliste.
Mittlerweile auch als Hörbuch verfügbar, wird der Bestseller (mit 16 Auflagen bis 2017) vor dem Hintergrund des russischen Überfalls auf die Ukraine auch Jahre nach seinem Erscheinen als hochaktueller Beitrag für ein besseres Weltverständnis empfohlen.
Kritik gab es dagegen vom Berliner Geographen Hans-Dietrich Schultz, der in seinem Fachbuch Der Realraum als Problem (2018) bemerkte, die Macht der Geographie baue auf alt-geographischen Raumargumenten der „Länderkunde“ des 19. Jahrhunderts auf und widerspreche dem heutigen Stand der geographischen Forschung völlig. Dass Politik auch etwas mit den gesellschaftlichen Zuständen zu tun habe, so Schultz, bleibe hinter „dem penetrant beschworenen Raumdeterminismus“ verborgen.
Von der Macht der Geographie gibt es mittlerweile eine Ausgabe für Kinder (Altersempfehlung ab neun Jahren), die 2020 bei dtv junior erschienen ist.

## Veröffentlichungen
- Shadowplay: The Inside Story Of The Overthrow Of Slobodan Milosevic (2002)[10]
- “Dirty Northern B*st*rds!” and Other Tales from the Terraces: The Story of Britain’s Football Chants (2014)[11]
- Prisoners of Geography (2015)
  - Deutsch (Übersetzung von Birgit Brandau): Die Macht der Geographie. Wie sich Weltpolitik anhand von 10 Karten erklären lässt, dtv Verlagsgesellschaft, München 2016, ISBN 978-3-423-28068-6[12]
- Worth Dying For. The Power and Politics of Flags (2016)
  - Deutsch (Übersetzung von Birgit Brandau): Im Namen der Flagge. Die Macht politischer Symbole, dtv Verlagsgesellschaft, München 2017, ISBN 978-3-423-28140-9
- Divided. Why We‘re Living in an Age of Walls (2018)
  - Deutsch (Übersetzung von Hans-Peter Remmler): Abschottung. Die neue Macht der Mauern, dtv Verlagsgesellschaft, München 2018, ISBN 978-3-423-28981-8[13]
- The Power of Geography: Ten Maps That Reveals the Future of Our World (2021)
  - Deutsch (Übersetzung von Lutz W. Wolff): Die Macht der Geographie im 21. Jahrhundert: 10 Karten erklären die Politik von heute und die Krisen der Zukunft, dtv Verlagsgesellschaft, München 2021, ISBN 978-3-423-28301-4[14]
- The Future of Geography: How Power and Politics in Space will Change our World (2023)
  - Deutsch (Übersetzung von Lutz-W. Wolff): Die Geographie der Zukunft. Wie der Kampf um Vorherrschaft im All unsere Welt verändern wird, dtv Verlagsgesellschaft, München 2023, ISBN 978-3-423-28326-7
- Die Macht der Geografie - Das Quizbuch. dtv, München 2025, ISBN 978-3-423-35260-4.